# Ernst Batsch
Karl Ernst Adalbert Batsch (* 27. Januar 1879 in Wilhelmshaven; † 21. Dezember 1948 in Ostheim vor der Rhön) war ein deutscher Marineoffizier, zuletzt Konteradmiral der Reichsmarine.

## Leben
Ernst Bartsch, Sohn von Vizeadmiral Karl Ferdinand Batsch, trat nach der Schulausbildung am 7. April 1896 als Kadett in die Kaiserliche Marine ein und absolvierte seine Grund- und Schiffsausbildung auf den Kreuzerfregatten Stosch und Stein. Am 3. Mai 1897 erfolgte seine Ernennung zum Seekadetten. Am 1. Januar 1899 wurde er Fähnrich zur See. Von April bis Ende September 1898 absolvierte er Spezialkurse auf dem Torpedoschulschiff Blücher und dem Artillerieschulschiff Mars und kam dann an die Marineschule. Als Leutnant zur See (seit 30. September 1899) war er ein Jahr lang dem II. Seebataillon zugeteilt. Es folgte eine halbjährliche Verwendung an Bord des Linienschiffes Weißenburg und als Rekrutenoffizier bei der II. Matrosen-Division sowie auf dem Schulschiff Nixe. Am 2. Oktober 1900 wurde er als Adjutant auf die Panzerkorvette Baden versetzt. Vom 1. Oktober 1901 bis 28. Februar 1902 folgte eine Kommandierung zur Nautischen Departement des Reichsmarineamtes, gefolgt von einer Verwendung als Wachoffizier auf dem Vermessungsschiff Hyäne bis 29. September 1902.
Von 1910 bis 1917 diente Batsch als Erster Offizier zunächst auf kleineren, später auch auf größeren Kriegsschiffen. Im November 1917 wurde er als Korvettenkapitän Referent in der Etatsabteilung im Reichsmarineamt. Von 1919 an war er in der Marinefriedenskommission tätig und diente dafür zunächst bis 1921 in der Admiralität und im Anschluss in der Marineleitung der Reichsmarine. Er wurde am 10. Januar 1921 zum Kapitän zur See befördert und war als Vorsitzender der Marinefriedenskommission beim Reichswehrministerium zugleich auch Vertreter der Reichsmarine beim Völkerbund.
Batsch erhielt am 1. Oktober 1926 den Charakter als Konteradmiral und wurde am 31. März 1928 in den Ruhestand verabschiedet.